# Сант'Еджидіо-дель-Монте-Альбіно
Сант'Еджидіо-дель-Монте-Альбіно (італ. Sant'Egidio del Monte Albino) — муніципалітет в Італії, у регіоні Кампанія,  провінція Салерно.
Сант'Еджидіо-дель-Монте-Альбіно розташований на відстані близько 220 км на південний схід від Рима, 32 км на схід від Неаполя, 16 км на захід від Салерно.
Населення — 8949 осіб (2014).
Щорічний фестиваль відбувається 6 грудня. Покровитель — святий Миколай.

## Демографія
Населення за роками:

Станом на 1 січня 2023 року в муніципалітеті офіційно проживали 302 іноземці з 27 країн, серед них 54 громадяни країн Євросоюзу та 57 громадян України.

## Сусідні муніципалітети
- Ангрі
- Корбара
- Пагані
- Сан-Марцано-суль-Сарно
- Трамонті